# Кісельов Кузьма Венедиктович
Кузьма Венедиктович Кісельов (Кисельов) (біл. Кузьма Венедыктавіч Кісялёў, 1 листопада 1903, Лобковичі, тепер Кричевського району Могильовської області, Білорусь — 4 травня 1977, Мінськ, Білорусь) — білоруський радянський діяч і дипломат, голова Ради народних комісарів Білоруської РСР. Обирався депутатом Верховної Ради БРСР 1—6-го скликань і членом ЦК Компартії Білорусі. Член Центральної ревізійної комісії ВКП(б) у 1939—1941 роках. Депутат Верховної Ради СРСР 1—4-го скликань. Кандидат медичних наук (1936).

## Біографія
Народився 1 листопада 1903 року в Лобковичі Могильовська область.
У 1918—1919 роках — навчання в Кричевському педагогічному училищі.
У 1919—1923 роках — секретар Малятичеського волосного комітету ЛКСМ Білорусії.
Член РКП(б) з 1923 року.
У 1923—1924 роках — навчання на медичному факультеті Смоленського державного університету (не закінчив). У 1924—1928 роках — навчання на медичному факультеті Воронезького державного університету, лікар-невропотолог.
У 1928—193о роках — ординатор клініки нервових хвороб медичного факультету Воронезького державного університету
У 1930—1933 роках — навчання в Інституті червоної професури (філософії та природознавства) Комуністичної академії імені Свердлова.
У 1932—1937 роках — науковий співробітник Всесоюзного інституту експериментальної медицини.
З червня 1937 по липень 1938 року — народний комісар охорони здоров'я БРСР.
З 28 липня 1938 по 28 червня 1940 року — голова Ради народних комісарів Білоруської РСР.
З червня 1940 року — заступник директор Всесоюзного інституту експериментальної медицини.
З 1941 по січня 1943 року — директор Державного медичного видавництва в місті Москва.
З 16 січня по листопад 1943 року — голова виконавчого комітету Ульяновської обласної ради депутатів трудящих.
З грудня 1943 по 1958 рік — перший заступник голови Ради народних комісарів (З 1946 — Ради міністрів) Білоруської РСР.
Одночасно з 30 березня 1944 по 1966 рік — міністр закордонних справ Білоруської РСР.
З 1966 по 4 травня 1977 року — радник Ради міністрів Білоруської РСР.
Помер 4 травня 1977 року.
Автор споминів «Записки радянського дипломата» (1974).

## Нагороди та звання
Нагороджений двома орденами Леніна, двома орденами Трудового Червоного Прапора, орденом «Знак Пошани» і медалями.